# Boris Abłynin
Boris Isaakowicz Abłynin (ros. Борис Исаакович Аблынин; ur. 4 czerwca 1929, zm. 30 grudnia 1988) – radziecki reżyser filmów kukiełkowych. W 1949 roku ukończył studia w Szkole Teatralnej Borisa Szczukina. Od 1975 roku pracował jako reżyser w studiu filmowym "Sojuzmultfilm".

## Wybrana filmografia
- 1976: Zając samochwała
- 1983: Mamucik
- 1985: Opowieść zabawki

## Nagrody
- 1985: Nagroda "Srebrny Smok" na XXII Międzynarodowym Festiwalu Filmów Krótkometrażowych w Krakowie za film Opowieść zabawki[2]